# Parigi-Tours 1994
La Parigi-Tours 1994, ottantottesima edizione della corsa e valevole come nona e penultima prova della Coppa del mondo 1994, si svolse il 2 ottobre 1994, per un percorso totale di 250 km. Fu vinta dal tedesco Erik Zabel, al traguardo con il tempo di 6h15'37" alla media di 39,934 km/h.
Partenza a Parigi con 191 ciclisti di cui 172 portarono a termine il percorso.

## Ordine d'arrivo (Top 10)
| Pos. | Corridore          | Squadra       | Tempo    |
| ---- | ------------------ | ------------- | -------- |
| 1    | Erik Zabel         | Telekom       | 6h15'37" |
| 2    | Gianluca Bortolami | Mapei-Clas    | s.t.     |
| 3    | Zbigniew Spruch    | Lampre        | s.t.     |
| 4    | Mario Cipollini    | Mercatone Uno | s.t.     |
| 5    | Adrie van der Poel | Collstrop     | s.t.     |
| 6    | Steve Bauer        | Motorola      | s.t.     |
| 7    | Giovanni Fidanza   | Polti         | s.t.     |
| 8    | Laurent Jalabert   | ONCE          | s.t.     |
| 9    | Wilfried Nelissen  | Novemail      | s.t.     |
| 10   | Martin Van Steen   | TVM-Bison Kit | s.t.     |